# Bombarral
Pour la freguesia, voir Bombarral (freguesia).
Bombarral est une municipalité (en portugais : concelho ou município) du Portugal,du district de Leiria située dans le sous-région Ouest et l'Ouest et Vallée du Tage.

## Géographie
Bombarral est limitrophe :
- au nord, de Óbidos,
- au nord-est, de Caldas da Rainha,
- au sud-est, de Cadaval,
- au sud-ouest, de Lourinhã.

## Démographie
| 1920   | 1930   | 1960   | 1981   | 1991   | 2001   | 2011   |
| ------ | ------ | ------ | ------ | ------ | ------ | ------ |
| 11 206 | 12 669 | 15 209 | 13 758 | 12 727 | 13 324 | 13 193 |

## Subdivisions
La municipalité de Bombarral groupe 5 freguesias :
- Bombarral
- Carvalhal
- Pó
- Roliça
- Vale Covo

## Jumelages
- Nampula (Mozambique)[2]